# Krzysztof Przybytek
Krzysztof Przybytek (ur. 1966, w Krakowie) – instruktor harcerski, trener i zawodnik w modelarstwie kosmicznym, wielokrotny rekordzista i mistrz świata, Europy i Polski.
Startuje jako zawodnik sekcji modelarskiej Młodzieżowego Towarzystwa Sportowego „Sowiniec” z Krakowa. Był członkiem Komisji Modelarskiej Aeroklubu Polskiego (od 10 listopada 2012 roku do 18 listopada 2013 roku).
Harcerski Instruktor Lotniczy. Wychowanek i instruktor Krakowskiej 19 Lotniczej. Wieloletni przewodniczący (obecnie instruktor/trener) Harcerskiego Klubu Modelarstwa Lotniczego i Kosmicznego.
Jego bratem jest Czesław Przybytek.

## Osiągnięcia sportowe
(stan na - wiosna 2012)
- mistrzostwa świata, indywidualnie: 3 medale złote (S3-2002, S9-2002, S9-2004) oraz 3 medale srebrne
  - wynikiem tego jest 7 miejsce w światowym rankingu medalowym (stan na - wiosna 2012)
- mistrzostwa Europy, indywidualnie: 3 medale złote oraz 1 medal srebrny
  - wynikiem tego jest 4 miejsce w europejskim rankingu medalowym (stan na - wiosna 2012)
- rekordy świata: S9D-1995, S9C-1995, S9A-1996, S9B-1996
- wielokrotne mistrzostwa Polski